# Reaction Motors XLR-99

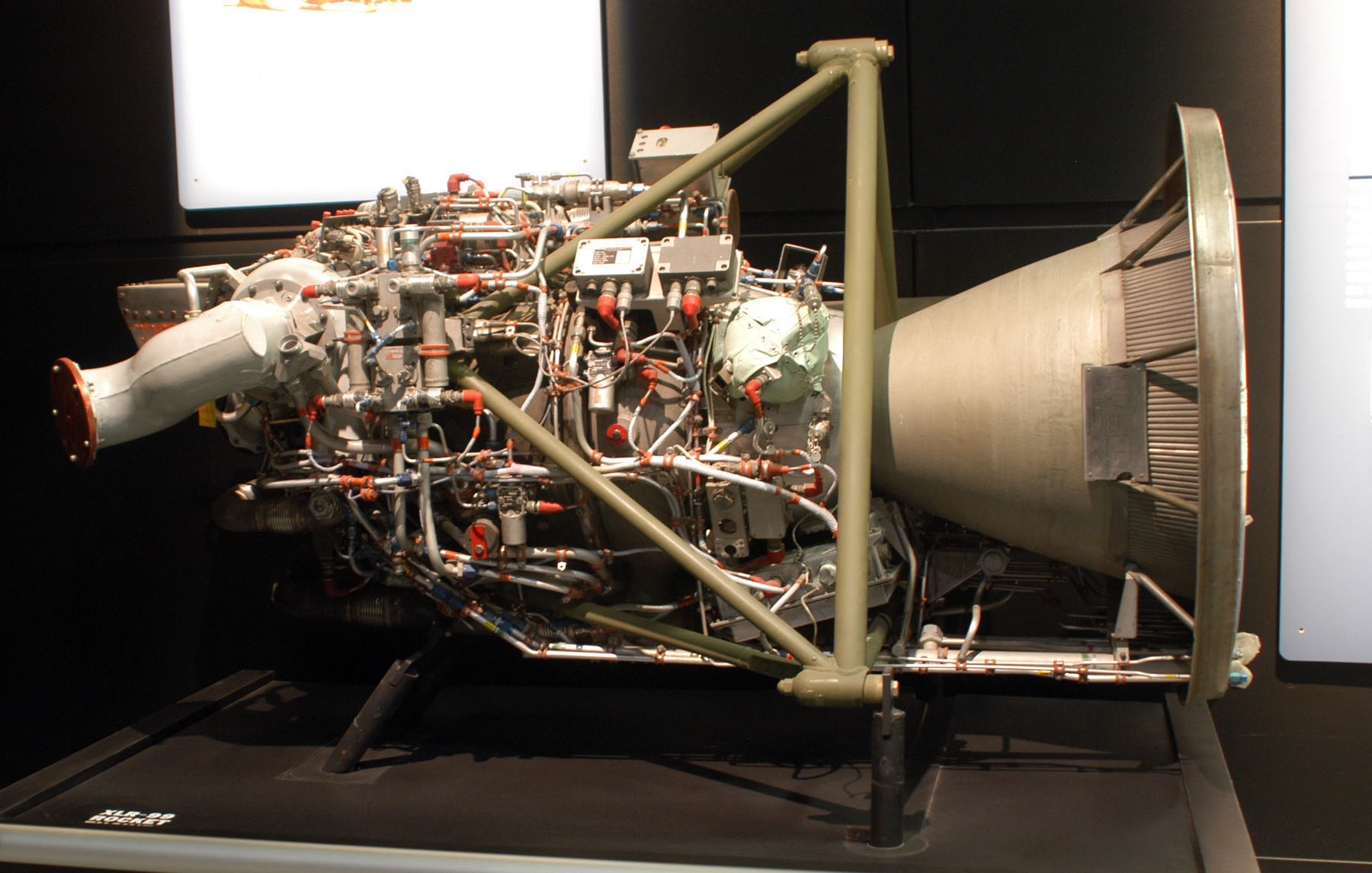
O motor XLR99 que foi usado no X-15.

O Reaction Motors XLR99 foi o primeiro grande motor foguete de empuxo controlável movido a combustível líquido desenvolvido nos Estados Unidos para uso específico no avião North American X-15.

## Características
O XLR99 foi projetado e construído pela Reaction Motors Inc., e usava anidro de amônia e oxigênio líquido como propelentes que eram bombeados para o motor por intermédio de turbinas gerando um empuxo máximo de 254 kN, podendo ser controlado entre 50 e 100% de sua potência, além de poder ter o funcionamento interrompido e reiniciado durante o voo.